# For Better, for Worse
For Better, for Worse és una pel·lícula muda dirigida per Cecil B. DeMille i protagonitzada per Gloria Swanson. Es tracta de la segona de les pel·lícula amb temàtica matrimonial rodades per DeMille protagonitzades per la Swanson interpretant una dona acabada de casar. Basada en una història d’Edgar Selwyn adaptada per Jeanie MacPherson, es va estrenar el 27 d’abril del 1919 obtenint uns beneficis de 144.800 dòlars. 

## Argument
El doctor Edward Meade i el seu gran amic Richard Burton són rivals per la mà de Sylvia Norcross, però tots dos s'han ofert voluntaris per lluitar a la guerra. Tot i que Sylvia afavoreix Edward, està orgullosa de tots dos. Mentre l'Edward es posa l'uniforme, el cap de l'hospital infantil on treballa s'acosta a ell i el convenç que el seu veritable deure és romandre a l’hospital ja que és on més se’l necessita. Edward renuncia a enrolar-se, i Sylvia, disgustada pel que percep com a covardia, es casa amb Richard el dia que marxa amb el seu regiment cap a Europa. Edward dissimula la seva decepció i en concentra en el seu treball. Betty Hoyt, amiga de Sylvia, també amaga la seva decepció perquè estava enamorada de Richard.
Mentre el seu marit és a la guerra, Sylvia dedica el seu temps per ajudar les famílies pobres del Lower East Side de Nova York, i una nit, en tornar a casa atropella una nena amb el cotxe. És òrfena perquè el seu pare ha mort al front a Europa. Sylvia se l'enduu a casa perquè es recuperi i el metge li diu que potser mai més tornarà a caminar. Buscant el millor cirurgià, Sylvia troba que l'únic que no ha anat a lluitar és Edward, el qual fa tot el possible per a la nena.
Mentrestant, Richard és ferit i com a conseqüència perd la mà dreta i li queda greument afectat el costat esquerre de la cara. Per això demana a un amic que expliqui a la seva dona que ha mort. Mentrestant, Sylvia, veient com cuida la nena, ha arribat a entendre millor el caràcter d'Edward. Quan li arriba la notícia de la mort de Richard, busca consol en Edward, a qui sempre ha estimat. Betty l'acusa d'estimar l'Edward, i ella no ho pot negar. Després d'esperar un temps adequat, l'Edward demana a la Sylvia que es casi amb ell, i ella accepta.
El dia que s'ha d’anunciar el compromís, Richard torna a casa després d'haver rebut una nova pròtesi de mà i que les ferides de la cara hagin millorat molt. Els convidats acullen a Richard com un heroi mentre Edward, enfrontant-se a la situació, marxa en silenci. Sylvia intenta tornar a reprendre la seva vida amb Richard però no pot amagar la seva aversió a les seves ferides. En adonar-se, Richard li ho retreu amargament i se'n va. En trobar-se amb Betty al passadís, ell li explica el que passa i ella s'ofereix a ocupar el lloc de Sylvia. Richard accepta mentre l'abraça. Sylvia va a veure Edward a casa seva i el troba a la seva cadira amb l'orfe a la falda. Li explica que ha intentat tornar amb el seu marit però que l'estima massa a ell. En aquell moment arriba Richard, que l’ha seguida i els quatre decideixen seguir els seus cors en comptes d'arruïnar les seves vides.

## Repartiment
- Gloria Swanson (Sylvia Norcross)
- Elliott Dexter (Dr. Edward Meade)
- Tom Forman (Richard Burton)
- Sylvia Ashton (tieta de Sylvia)
- Wanda Hawley (Betty Hoyt)
- Raymond Hatton (Bud)
- Theodore Roberts (director de l’hospital)
- Winter Hall (doctor)
- Fred Huntley (soldat colonial)
- Jack Holt
- Mae Giraci (nena atropellada)